# Logis de Tessé
Le logis de Tessé est une ancienne maison forte située sur le territoire de la commune de La Forêt-de-Tessé, au nord du département de la Charente.
Daté des XIe ou XIIe siècles, il fut étendu au XVe siècle puis modifié à nouveau au XIXe siècle.

## Historique

### Moyen Âge
La seigneurie de Tessé était la propriété de la famille Corgnol vassale du seigneur de Raix. L'existence de cette famille est attestée par un document de 1454 par lequel Louis Cornhol rendait hommage au seigneur de Raix pour la terre de Tessé.
François Corgnol son petit-fils fut l'écuyer du seigneur de Ruffec durant les guerres du roi e Charles VII.

### Epoque moderne
Les Corgnol restèrent seigneurs de Tessé jusqu'au XVIIIe siècle.

### Epoque contemporaine
Le logis de Tessé fut agrandi au début XIXe siècle, entre en 1822 et 1826.
Il est protégé en tant que monument historique : inscription par arrêté du 23 décembre 1994.
le logis fait l'objet de travaux de restauration, menés par l'association Arsimed depuis 1995.

## Architecture
Le donjon carré, élément le plus ancien date vraisemblablement du XIe siècle.
Les destructions causées durant la guerre de Cent Ans ne sont pas connues.
Le logis a été édifié au XVe siècle. Certains éléments sont d'origine, la porte d'entrée, la salle du troisième étage, la cheminée monumentale, les baies à coussièges de la façade sud, a gardé son aspect originel. C'est la porte d'origine. 
La partie sud-est a gardé sa charpente dite « à l'anglaise », datée du XVe siècle.
Une restauration a eu lieu au XIXe siècle.